# 于希宁
于希宁（1913年1月—2007年），原名桂义，字希宁，后以字行，号平寿外史、梅痴、鲁根、管龛，男，山东潍县人，中国国画家，曾任中国美术家协会理事，第七届全国人大代表。